# Simulium auripellitum
Simulium auripellitum är en tvåvingeart som beskrevs av Günther Enderlein 1934. Simulium auripellitum ingår i släktet Simulium och familjen knott. Inga underarter finns listade i Catalogue of Life.